# Coxeter-groep
In groepentheorie en de meetkunde, beide deelgebieden van de wiskunde, is een coxeter-groep, genoemd naar H.S.M. Coxeter, een abstracte groep, waarvan de groepspresentatie wordt gegeven door 
{\displaystyle \langle r_{1},\ldots ,r_{n}\mid (r_{i}r_{j})^{m_{ij}}=1\rangle }
met {\displaystyle m_{ii}=1} en {\displaystyle m_{ij}=m_{ji}\geq 2} voor {\displaystyle i\neq j}
Coxeter heeft in 1934 bewezen, dat iedere reflexiegroep een coxeter-groep is en een jaar daarna dat iedere eindige coxeter-groep een reflectiegroep is. De symmetriegroepen van de regelmatige veelvlakken en van regelmatige polytopen en de weyl-groepen uit de enkelvoudige lie-algebra's zijn coxeter-groepen. Voorbeelden van een oneindige coxeter-groepen zijn de driehoeksgroepen die overeenkomen met de regelmatige betegelingen van het euclidische en het hyperbolische vlak.
- Dit artikel of een eerdere versie ervan is een (gedeeltelijke) vertaling van het artikel Coxeter-Gruppe op de Duitstalige Wikipedia, dat onder de licentie Creative Commons Naamsvermelding/Gelijk delen valt. Zie de bewerkingsgeschiedenis aldaar.